# Türkiye Kupası 1970/71
Die Türkiye Kupası 1970/71 war die 9. Auflage des türkischen Fußball-Pokalwettbewerbes. Der Wettbewerb begann am 23. September 1970 mit der 1. Hauptrunde und endete am 20. Juni 1971 mit dem Rückspiel des Finals. Im Endspiel trafen Bursaspor und Eskişehirspor aufeinander. Eskişehirspor nahm zum zweiten Mal am Finale teil. Für Bursaspor war es das erste Mal.

## 1. Hauptrunde
- Adanaspor und Galatasaray Istanbul erhielten ein Freilos und waren automatisch für die nächste Runde qualifiziert.

|                      | Gesamt          |                     | Hinspiel | Rückspiel |
| -------------------- | --------------- | ------------------- | -------- | --------- |
| Adana Milli Mensucat | 4:0             | Sivas Demirspor     | 0:0      | 4:0       |
| Balıkesirspor        | 6:0             | Izmir Denizgücü     | 3:0      | 3:0       |
| Denizlispor          | 5:0             | Muhafızgücü         | 4:0      | 1:0       |
| Mersin İdman Yurdu   | 3:1             | Kütahyaspor         | 2:0      | 1:1       |
| Edirnespor           | 1:4             | Beşiktaş Istanbul   | 0:1      | 1:3       |
| Iskenderunspor       | 1:1 (4:2 i. E.) | Uşakspor            | 1:0      | 0:1 n. V. |
| Orduspor             | 1:2             | Bursaspor           | 1:0      | 0:2       |
| İstanbulspor         | 3:2             | Karşıyaka SK        | 3:1      | 0:1       |
| Boluspor             | 3:0             | Samsunspor          | 2:0      | 1:0       |
| Eskişehirspor        | 5:1             | Hatayspor           | 5:1      | 0:0       |
| Altay Izmir          | 2:3             | Fenerbahçe Istanbul | 0:0      | 2:3       |

## 2. Hauptrunde
- Boluspor erhielt ein Freilos und war automatisch für die nächste Runde qualifiziert.

|                 | Gesamt |                      | Hinspiel | Rückspiel |
| --------------- | ------ | -------------------- | -------- | --------- |
| Denizlispor     | 1:2    | Balıkesirspor        | 1:0      | 0:2       |
| Adanaspor       | 1:2    | Bursaspor            | 0:0      | 1:2       |
| Sivas Demirspor | 1:8    | Galatasaray Istanbul | 0:4      | 1:4       |
| Iskenderunspor  | 0:3    | Beşiktaş Istanbul    | 0:0      | 0:3       |
| Eskişehirspor   | 2:0    | Mersin İdman Yurdu   | 2:0      | 0:0       |
| İstanbulspor    | 0:3    | Fenerbahçe Istanbul  | 0:0      | 0:3       |

## Viertelfinale
|               | Gesamt |                      | Hinspiel | Rückspiel |
| ------------- | ------ | -------------------- | -------- | --------- |
| Balıkesirspor | 0:2    | Göztepe Izmir        | 0:1      | 0:1       |
| Eskişehirspor | 1:0    | Galatasaray Istanbul | 1:0      | 0:0       |
| Boluspor      | 0:2    | Fenerbahçe Istanbul  | 0:1      | 0:1       |
| Bursaspor     | 2:1    | Beşiktaş Istanbul    | 1:0      | 1:1       |

## Halbfinale
|                     | Gesamt          |               | Hinspiel | Rückspiel |
| ------------------- | --------------- | ------------- | -------- | --------- |
| Fenerbahçe Istanbul | 0:4             | Eskişehirspor | 0:3      | 0:1       |
| Bursaspor           | 1:1 (2:4 i. E.) | Göztepe Izmir | 1:1      | 1:1 n. V. |

## Finale

### Hinspiel
| Paarung        | Bursaspor – Eskişehirspor |
| Ergebnis       | 1:0 (0:0) |
| Datum          | 13. Juni 1971 um 15:00 Uhr |
| Stadion        | Atatürk-Stadion, Bursa |
| Schiedsrichter | Doğan Babacan (Istanbul) |
| Tore           | 0:1 Ersel Altıparmak (85.) |
| Bursaspor      | Osman Uçaner – Müfit Gürsu, Vahit Kolukısa, İsmail Tartan, Orhan Özselek – Cengiz Yazıcı, Ersel Altıparmak, Mesut Şen, Haluk Erdemoğlu – Sinan Bür (46. Mehmet Tan), Cemal Topaloğlu (46. Necati Göçmen) Cheftrainer: Tomislav Kaloperović ( Jugoslawien) |
| Eskişehirspor  | Mümin Özkasap – İsmail Arca, Faik Şentaşlar, Süreyya Özkefe, Kamuran Yavuz – Abdurrahman Temel, Burhan İpek (78. Nuri Toygün), Fethi Heper, Vahap Özbayer – Ender Konca, Halil Güngördü (46. Doğan Tepeçal) Cheftrainer: Abdulah Gegić ( Jugoslawien)     |

### Rückspiel
| Paarung        | Eskişehirspor – Bursaspor |
| Ergebnis       | 2:0 (1:0) |
| Datum          | 20. Juni 1971 um 15:00 Uhr |
| Stadion        | Atatürk-Stadion, Eskişehir |
| Schiedsrichter | Ömer Karadağ |
| Tore           | 1:0 Halil Güngördü (27.) 2:0 Halil Güngördü (65.) |
| Eskişehirspor  | Mümin Özkasap – İlhan Çolak, İsmail Arca, Kamuran Yavuz, Abdurrahman Temel – Süreyya Özkefe, Fethi Heper, Vahap Özbayer – Halil Güngördü, Ender Konca, Burhan İpek Cheftrainer: Abdulah Gegić ( Jugoslawien)                                                  |
| Bursaspor      | Osman Uçaner – Orhan Özselek (46. Mehmet Tan), İsmail Tartan, Vahit Kolukısa, Müfit Gürsu – Cengiz Yazıcı, Sacit Karabaş, Haluk Erdemoğlu, Sinan Bür (46. Cemal Topaloğlu) – Ersel Altıparmak, Necati Göçmen Cheftrainer: Tomislav Kaloperović ( Jugoslawien) |

## Beste Torschützen
| Rang | Spieler          | Verein               | Tore |
| ---- | ---------------- | -------------------- | ---- |
| 1    | Ersel Altıparmak | Bursaspor            | 4    |
| 2    | Ogün Altıparmak  | Fenerbahçe Istanbul  | 3    |
| 2    | Fethi Heper      | Eskişehirspor        | 3    |
| 2    | Faruk Karadoğan  | Beşiktaş Istanbul    | 3    |
| 2    | Yaşar Mumcuoğlu  | Fenerbahçe Istanbul  | 3    |
| 2    | Gökmen Özdenak   | Galatasaray Istanbul | 3    |
| 2    | Sedat            | Sivas Demirspor      | 3    |
| 8    | Kamil Güvenal    | Eskişehirspor        | 2    |
| 8    | Metin Kurt       | Galatasaray Istanbul | 2    |
| 8    | Vahap Özbayer    | Eskişehirspor        | 2    |